# Narodni list (Zagreb)
Narodni list hrvatske su dnevne novine koje su izlazile kao glasilo Narodne fronte odnosno SSRNH od 1945. do 1959. u Zagrebu.

## Povijest
Narodni list je pokrenut samo 18 dana poslije pada ustaškog režima i ulaska jedinica Jugoslavenske armije u Zagreb. Prvi glavni i odgovorni urednik bio je Branko Priselac. Grafički je izgledao kao predratne Novosti. 
Od 1. lipnja 1946. ulazi u sastav Novinskoga izdavačkog poduzeća Narodna štampa, a od ožujka 1952. izdvojen je u Novinsko poduzeće Narodni list, koje je 1957. pripojeno Hrvatskoj seljačkoj tiskari. 
Godine 1955. osniva samostalnu ekonomsku jedinicu Interpublic koja je kasnije prerasla u samostalno poduzeće.
Narodni list je pokrenuo i izdavao tjednik Globus, filmski tjednik Arena, te Potrošački informator.
Godine 1959. spojen je s Večernjim vjesnikom u Večernji list u sastavu Novinskoga izdavačkog poduzeća Vjesnik,  koje je preuzelo i nastavilo izdavati i Globus i Arenu.

## Glavni urednici
Kroz povijest najnakladnijih hrvatskih dnevnih novina, Narodni list je vodilo 13 glavnih urednika:
- Branko Priselac,
- Ivo Baljkas,
- Branko Škrinjar,
- Marko Demetrović,
- Martin Furlan,
- Danko Grlić,
- Vjeka Marušić,
- Milan Pracaić,
- Živko Vnuk,
- Drago Bobić,
- Milan Despot,
- Zdravko Blažina,
- Emil Piršl.